# Lincoln Motor Company
Lincoln (conocida formalmente como Lincoln Motor Company) es una marca estadounidense de automóviles de lujo subsidiaria del grupo Ford Motor Company. Fue fundada en 1917 por Henry M. Leland. Su principal competidor es Cadillac, la división de automóviles de lujo de General Motors.
Lincoln se comercializó junto con Mercury hasta la desaparición de esta última en 2011. Lincoln fue una de las marcas en pertenecer a la Premier Automotive Group, un grupo creado por Ford de la que formaron parte otras marcas de renombre como Aston Martin, Jaguar Cars, Land Rover y Volvo Cars entre otras. Es una reconocida marca de automóviles de lujo, que empezó a fabricar coches para los gobiernos, hasta algunos para la realeza inglesa y la jefatura del estado francesa durante los años 1900.

## Historia

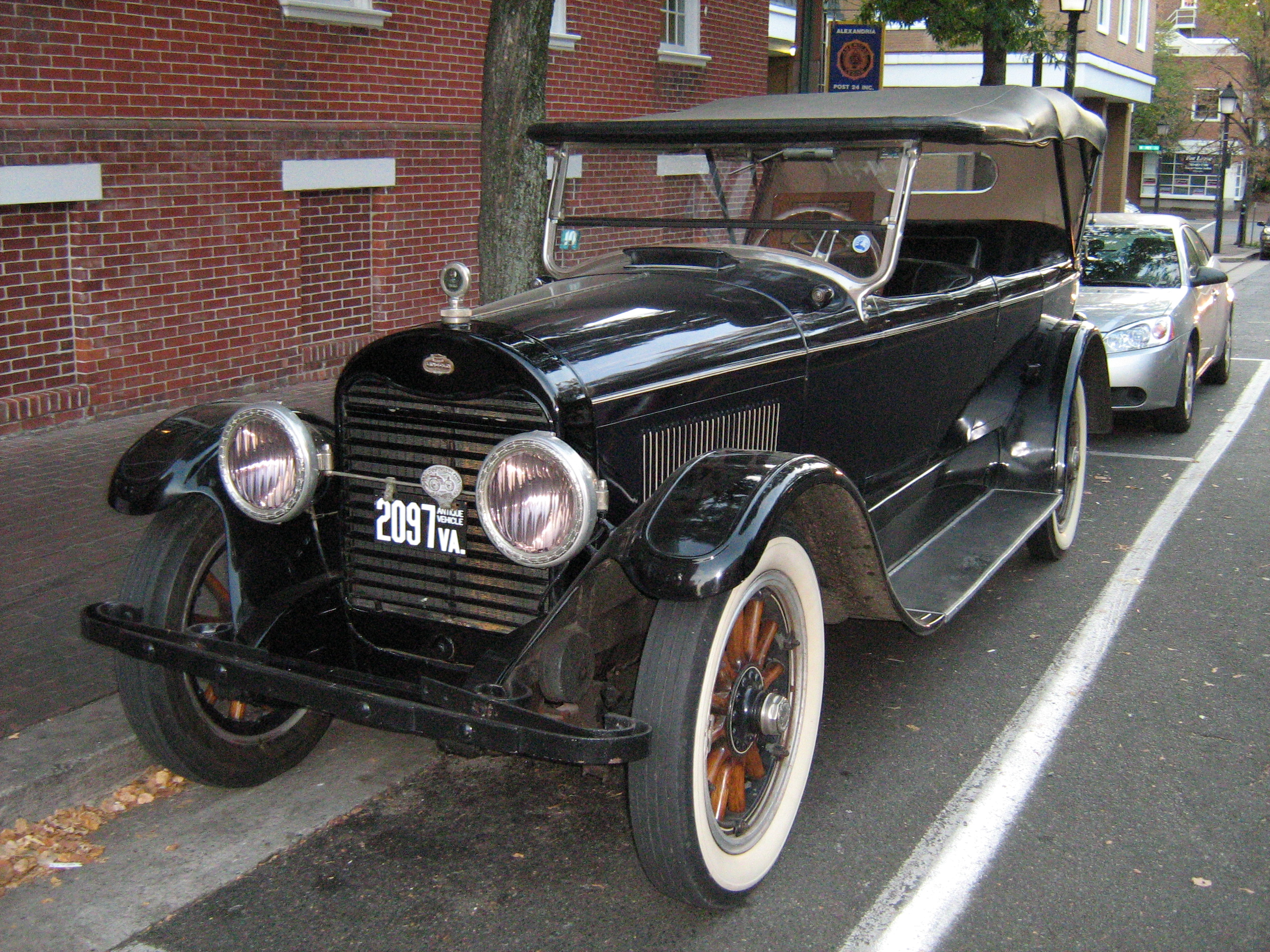
Touring de 1922

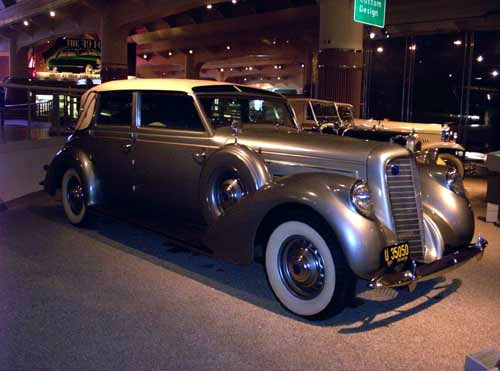
Touring de 1937

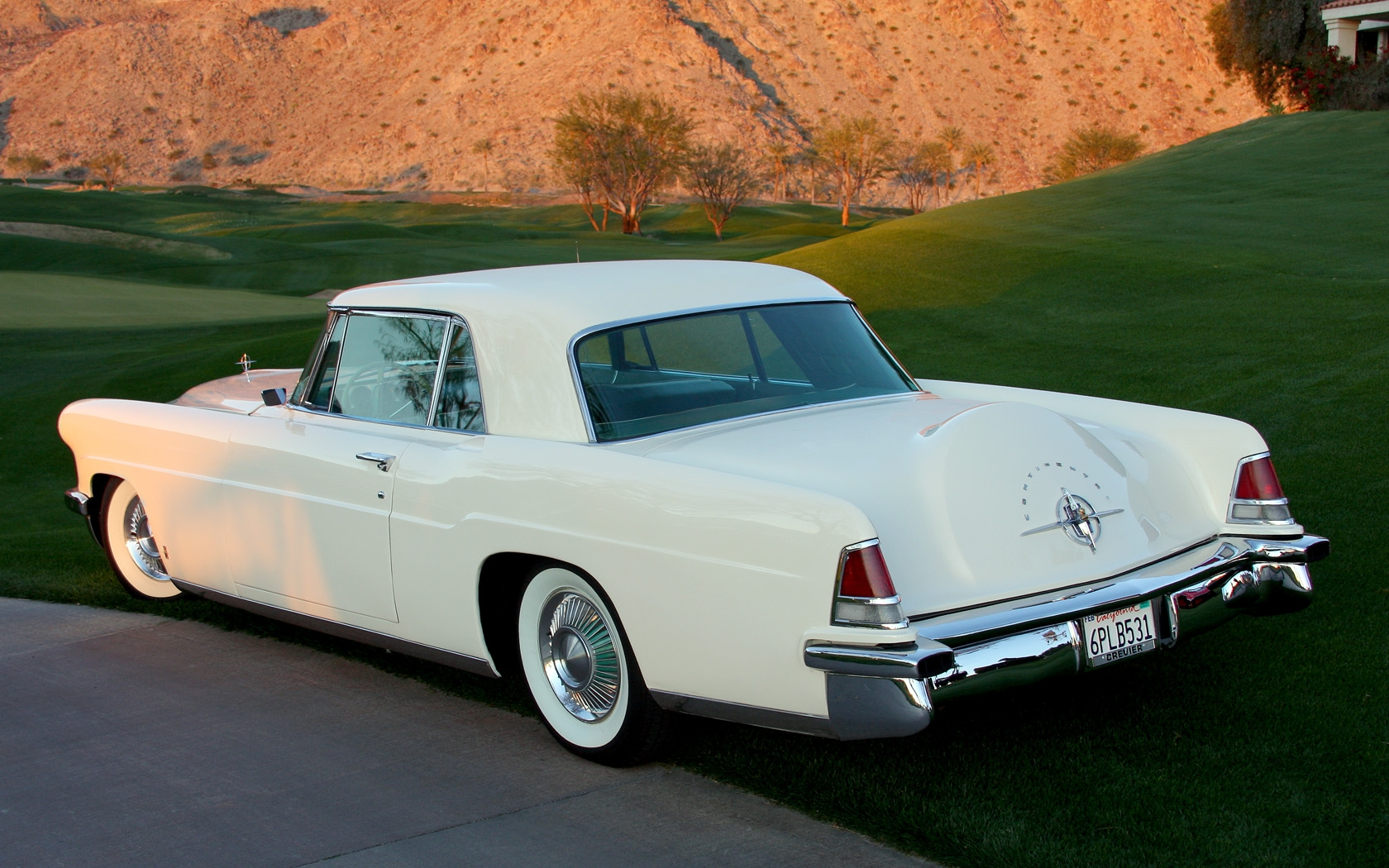
Continental Mark II de 1956

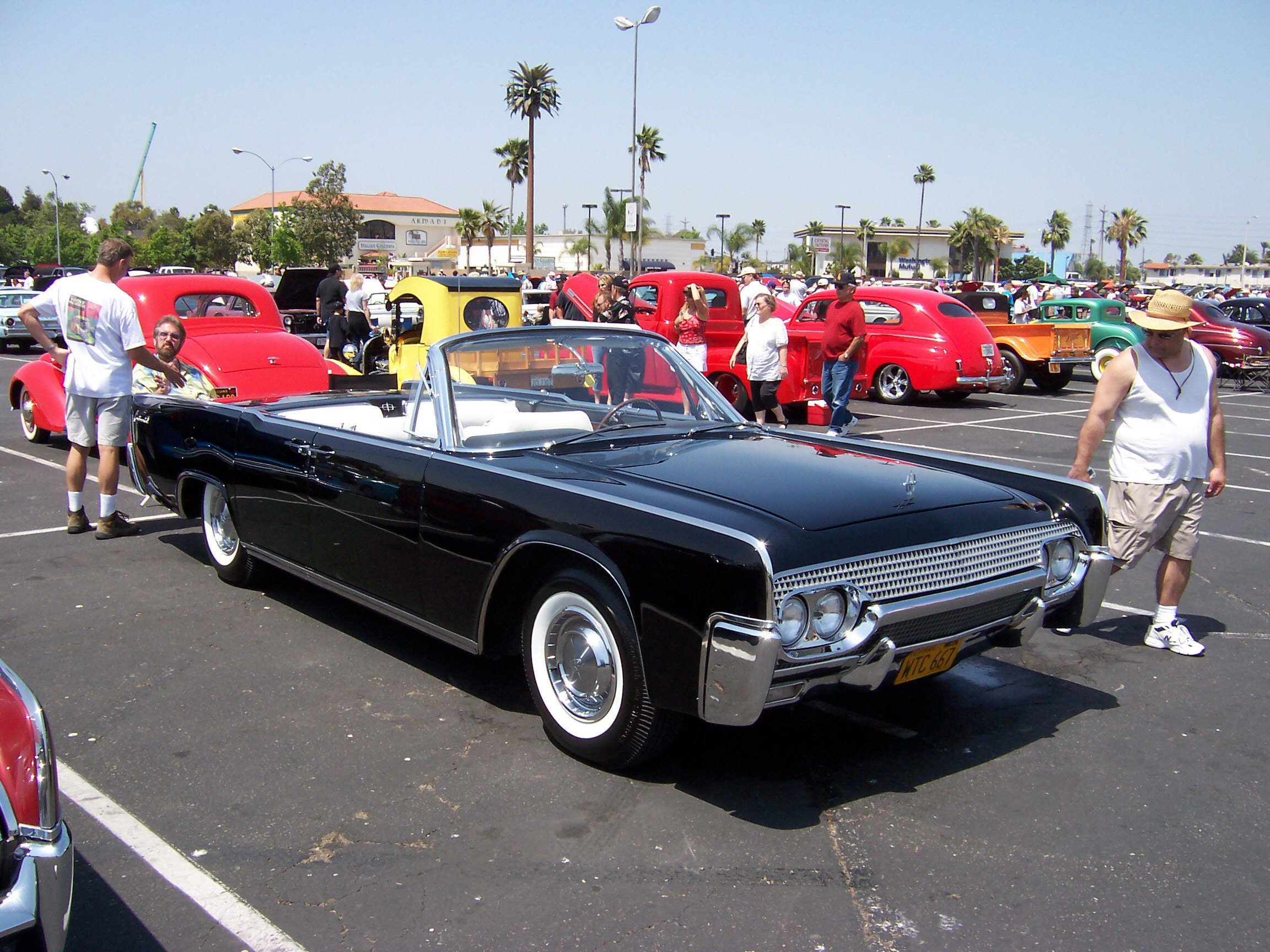
Continental de 1961

La compañía fue fundada en 1917 por Henry M. Leland, uno de los fundadores de Cadillac. Este dejó la división Cadillac de General Motors durante la Primera Guerra Mundial y formó la Lincoln Motor Company con el fin de construir motores para los aviones Liberty. Después de la guerra las fábricas de la compañía se re-equiparon para la manufactura de automóviles.
La empresa se encontró en severos problemas financieros durante la transición, lo que propició que fuera comprada en 1922 por la Ford Motor Company, que todavía posee y manufactura automóviles bajo la marca Lincoln en la antigua división Lincoln-Mercury. La compra de Lincoln fue un triunfo personal para Ford, que había sido obligado a dejar su segunda compañía por un grupo de inversionistas liderado por Leland. Irónicamente esa compañía fue más tarde renombrada Cadillac. Lincoln se convirtió rápidamente en una de las marcas estadounidenses de lujo con mayores ventas junto con Cadillac y Duesenberg. En 1927 Lincoln adoptó la figura de un perro como su emblema, que sería reemplazado posteriormente por un diamante, que es el emblema que sigue en uso.
Con el modelo de 1936, Lincoln introdujo el Lincoln Zephyr, que era un diseño más deportivo. Zephyr casi se convirtió en una marca distinta, en vez de ser solo un modelo. Fue introducido en 1936 hasta la Segunda Guerra Mundial y su producción cesó en 1942. Desde el Zephyr de 1939 Edsel Ford dio inicio a sus esfuerzos para crear el Lincoln Continental, que finalmente se convertiría en el modelo más importante hecho por Lincoln. Este comenzó como un proyecto de Edsel Ford para crear un auto para conducir durante sus vacaciones en Florida. Edsel quería un automóvil con estilo europeo con una forma diferente a los cuadrados diseños que la compañía de su padre producía. El Continental probó ser popular y los planes para su producción y venta fueron aprobados.
El Continental Mark II fue el renacimiento del concepto. Este vehículo fue producido por la división Continental desde abril de 1955 hasta julio de 1956 antes de que esta regresara a la marca Lincoln. El Mark II tenía un precio básico de US$10 000, actualmente US$70 000 considerando la inflación, el mismo precio que un Rolls-Royce Limited del mismo año. 
El Mark II lanzó una característica muy imitada por otros automóviles estadounidenses de lujo: La rueda de repuesto oculta por una moldura en la tapa de la cajuela, llamada por sus detractores "tapa de cubo de basura". Ver más detalles en tipo de carrocería. La recientemente creada división Edsel fue fusionada con Lincoln-Mercury en enero de 1958 para formar la división Mercury-Edsel-Lincoln hasta que Edsel fue discontinuada en 1960.
El Lincoln Continental se convirtió en el modelo insignia de Lincoln hasta que en 1981, el Lincoln Town Car tomó su lugar, cabe recalcar que el Town Car era el nivel tope de línea del Continental.
Recientemente en 1998 Lincoln era la marca de lujo con mayores ventas en los Estados Unidos, contribuido en gran parte por el éxito del VUD Navigator y un rediseño en el Town Car y en el Continental. También en 1999 se introduce la gama de sedanes LS, diseñada para competir con modelos como el Mercedes-Benz Clase E, con motores V6 y V8. En años recientes, la compañía quedó detrás de sus competidores japoneses, europeos y estadounidenses por la falta de nuevos modelos. La compañía está trabajando para remediar esto con la introducción de modelos con las plataformas y partes de las otras divisiones de Ford a nivel mundial en un intento de traer nuevos modelos al mercado rápidamente.
En 2003 introdujo al mercado el Vehículo deportivo utilitario (SUV) de tamaño mediano Aviator, basado en el Ford Explorer y rediseñó a su líder en ventas: el Navigator.
La compañía promete más de cinco nuevos modelos entre los años 2004 y 2008 y ya empezó con la introducción de la pickup Mark LT basada en la Ford F-150, el sedán Zephyr y el MKX reemplazando al Aviator. También esta la introducción del nuevo sedán de gran tamaño MKS en 2009. Y en Estados Unidos solamente, la introducción de un crossover familiar de siete plazas llamado MKT, basado en el crossover estadounidense Ford Flex.
El 3 de diciembre de 2012 Ford cambió el nombre de Lincoln a Lincoln Motor Company con motivo de la cancelación de Mercury.[cita requerida] Para ayudar a diferenciar los productos de la marca Lincoln de los productos de la marca Ford, Ford estableció equipos exclusivos de diseño, desarrollo de productos y ventas para su marca premium Lincoln. Además del cambio de nombre, Lincoln Motor Company iba a presentar varios vehículos totalmente nuevos en los siguientes años. El primero de estos vehículos nuevos fue el MKZ de segunda generación, que salió a la venta a principios de 2013 y se designó a Jim Farley para dirigir la compañía.[cita requerida]
En 2014, Lincoln se incorporó al mercado asiático, concretamente en China lanzando a la venta su sedán de lujo de tamaño mediano MKZ y un pequeño SUV de lujo MKC.

## Gama de modelos

### Actuales

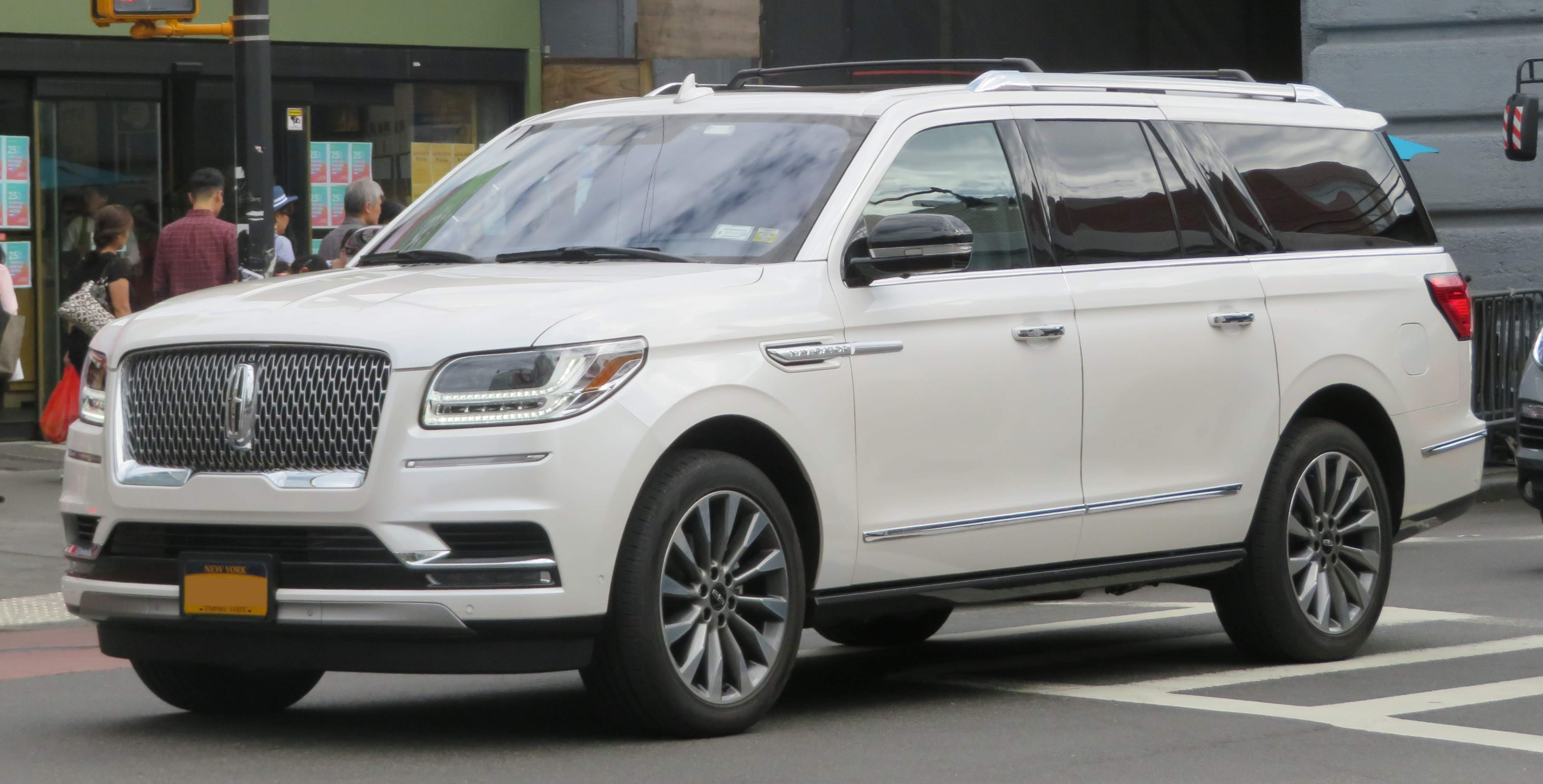
Navigator de 2018

- Lincoln Navigator (1998-presente)
- Lincoln Nautilus (2019-presente)
- Lincoln Aviator (2020-presente)
- Lincoln Corsair (2020-presente)
- Lincoln Z (2022-presente)

### Anteriores
- Lincoln MKT (2009-)
- Lincoln MKC (2014-)

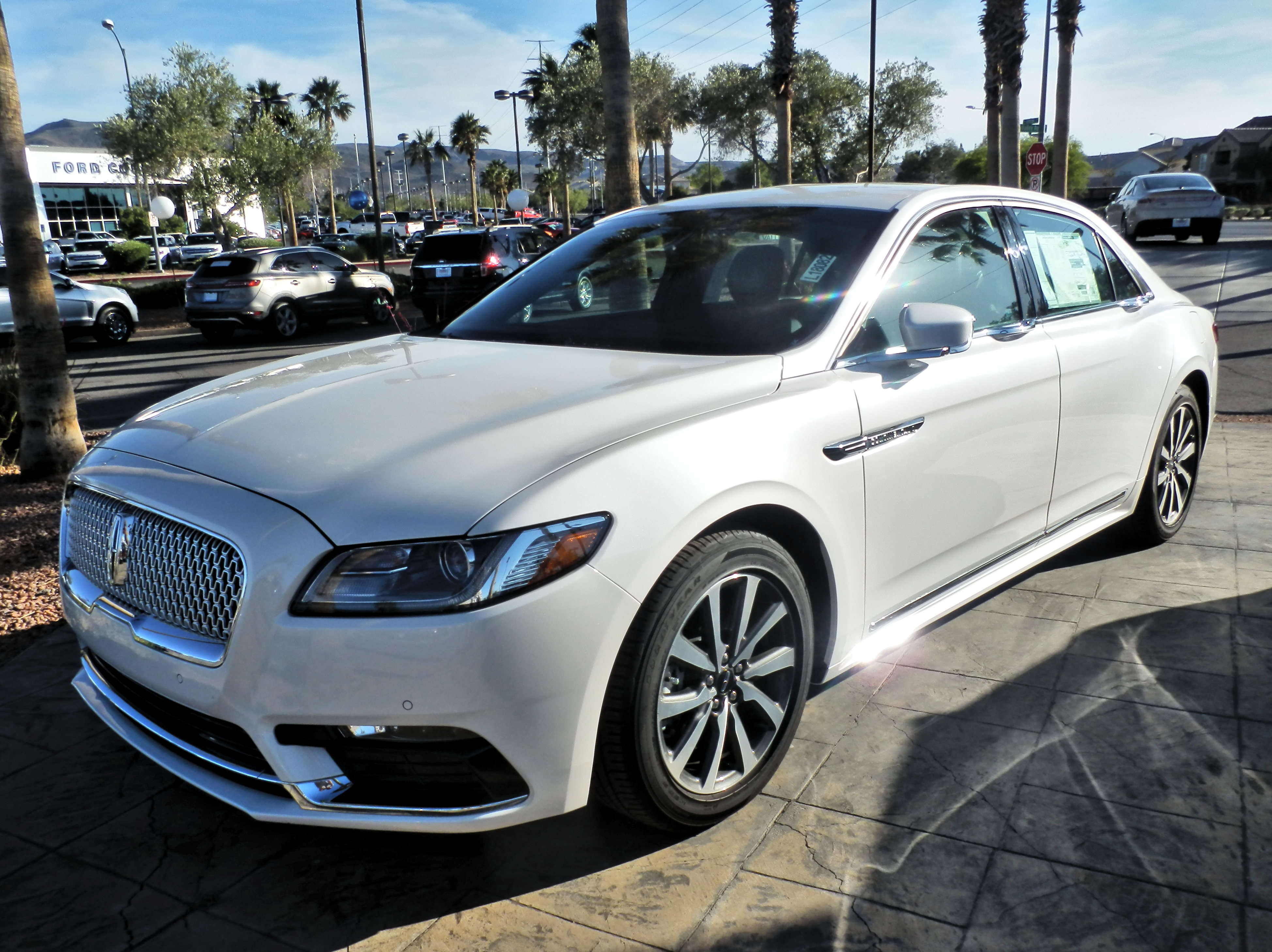
Continental

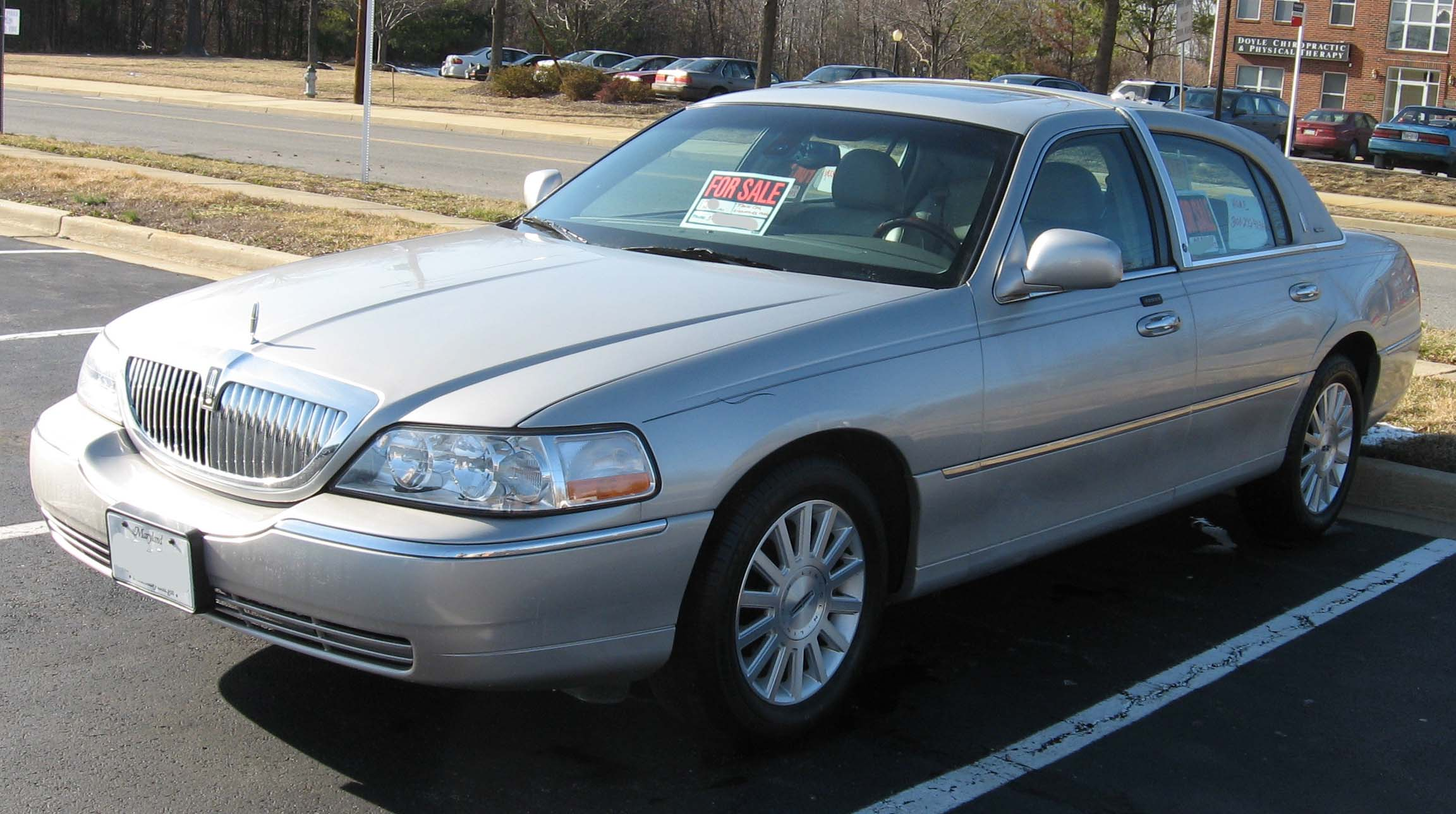
Town Car Signature de 2003

- Lincoln MKX (2007-2019) fue reemplazado por el Nautilus.
- Lincoln Continental (1939-2002) y (2016-)
- Lincoln Mark LT (2005-2014)
- Lincoln Mark Series (1956-1998)
- Lincoln MKS (2009-2016)
- Lincoln Town Car (1981-2011)
- Lincoln Blackwood (2002)
- Lincoln LS (2000-2006)
- Lincoln MKZ (2007-)
- Lincoln L-series (1920-1930)
- Lincoln K-series (1931-1939)
- Lincoln Zephyr (1936-1942), una línea de automóviles situada entre Lincoln y Ford.
- Lincoln-Zephyr Continental (1940-1942, 1946-1948), más tarde Lincoln Continental.
- Lincoln Custom (1941-1942)
- Lincoln (sin otro nombre) (1946-1951)
- Lincoln Sport (1949-1951)
- Lincoln Cosmopolitan (1949-1954)
- Lincoln Lido (1950-1951)
- Lincoln Custom (1955)
- Lincoln Capri (1952-1959)
- Lincoln Premiere (1956-1960)
- Lincoln Versailles (1976-1980)